# Annals of Family Medicine
Annals of Family Medicine es una revista médica bimestral revisada por pares que se estableció en mayo/junio de 2003. Publica investigaciones originales de las ciencias clínicas, biomédicas, sociales y de servicios de salud, así como contribuciones sobre metodología y teoría, reseñas seleccionadas, ensayos y editoriales invitadas. La editora en jefe es Caroline Richardson (Universidad de Míchigan). En 2014, la revista tuvo un factor de impacto de 5.434.
Publicó su primer número en 2003.  El editor fundador, que se desempeñó como editor durante 17 años hasta 2018, fue Kurt Stange . 
«The Annals» se fundó como un "esfuerzo de colaboración sin precedentes de 6 organizaciones de medicina familiar que se unieron para apoyar un foro para la investigación y el desarrollo intelectual del campo [y es] supervisado por una junta independiente de representantes de estas 6 organizaciones: La Academia Estadounidense de Médicos de Familia (AAFP), la Junta Estadounidense de Medicina Familiar (ABFP), la Sociedad de Maestros de Medicina Familiar(STFM), la Asociación de Departamentos de Medicina Familiar (ADFM), la Asociación de Directores de Residencia de Medicina Familiar (AFPRD) y el Grupo de Investigación de Atención Primaria de América del Norte [(NAPCRG)."

## Resumen e indexación
La revista está resumida e indexada en MEDLINE,  PsycINFO, Cinahl,  Science Citation Index Expanded, y Current Contents / Clinical Medicine. 